# Кравец, Михаил Дементьевич
Михаил Дементьевич Кравец (1923—1975) — старшина Советской Армии, участник Великой Отечественной войны, Герой Советского Союза (1944).

## Биография
Родился 21 ноября 1923 года в селе Подгорное (ныне — Васильевский район Запорожской области Украины). После окончания семи классов школы работал на заводе «Запорожсталь». В августе 1942 года был призван на службу в Рабоче-крестьянскую Красную Армию и направлен на фронт Великой Отечественной войны. К сентябрю 1943 года красноармеец Михаил Кравец был разведчиком разведвзвода 183-й танковой бригады 10-го танкового корпуса 40-й армии Воронежского фронта. Отличился во время битвы за Днепр.
В ночь с 21 на 22 сентября 1943 года, находясь в составе разведгруппы, провёл разведку вражеских оборонительных рубежей на западном берегу Днепра в районе посёлка Ржищев Кагарлыкского района Киевской области Украинской ССР, после чего успешно доставил полученные сведения командованию.
Указом Президиума Верховного Совета СССР «О присвоении звания Героя Советского Союза генералам, офицерскому, сержантскому и рядовому составу Красной Армии» от 10 января 1944 года за «образцовое выполнение боевых заданий командования на фронте борьбы с немецко-фашистскими захватчиками и проявленные при этом отвагу и геройство» был удостоен высокого звания Героя Советского Союза с вручением ордена Ленина и медали «Золотая Звезда».
С ноября 1944 года учился в танковом училище, но не окончил его и в 1947 году в звании старшины был демобилизован. Вернулся на родину. Первоначально руководил колхозом в Подгорном, затем работал диспетчером транспортной конторы Васильевского райпотребсоюза. Скончался 31 января 1975 года.
Был также награждён орденами Трудового Красного Знамени и Отечественной войны 2-й степени, рядом медалей.